# Газчи
«Газчи» (Газчы) — туркменский футбольный клуб. Представлял город Газаджак Лебапского велаята.
Клуб основан в 2003 году. В дебютном для себя сезоне чемпионата Туркменистана 2003 года клуб занял 7 место в турнире. Следующий год команда завершила на последнем 10 месте чемпионата. В Кубке Туркменистана 2004 года «Газчи» дошёл до полуфинала, уступив по сумме двух матчей будущему победителю турнира «Небитчи» с общим счётом 1:8.
Сезон 2005 года клуб завершил на втором месте чемпионата, отстав от лидера всего на четыре очка. Лучшим бомбардиром клуба в сезоне стал Гахрыманберды Чонкаев, забивший 17 мячей. Несмотря на успешное выступление, после окончания сезона «Газчи» был расформирован. При этом в 2007 году клуб числился среди участников второго по силе дивизиона Туркменистана.
В составе команды играли футболисты, имевшие опыт выступления за национальную сборную Туркменистана, такие как Рахимберды Балтаев, Арсен Багдасарян, Борис Боровик, Азат Мухадов, Перхат Подаров, Бахтияр Ходжаахмедов, Гахрыманберды Чонкаев и Даянчклыч Уразов.

## Достижения
- Вице-чемпион Туркменистана: 2005

## Результаты
| Сезон | Див. | Место | Кубок Туркменистана |
| ----- | ---- | ----- | ------------------- |
| 2003  | I    | 7     |                     |
| 2004  | I    | 10    | 1/2 финала          |
| 2005  | I    | 2     | 1/4 финала          |